# MSC Sinfonia
Pour les articles homonymes, voir Sinfonia (homonymie).
Le MSC Sinfonia est un navire de croisière  de classe Lirica construit en 2001 par les Chantiers de l'Atlantique de Saint-Nazaire pour la société MSC Croisières.
Le MSC Sinfonia est le sister-ship des MSC Armonia, MSC Lirica et MSC Opera. C'est également le sister-ship agrandi de l'AIDAmira.
Il dispose de 9 ponts, avec une capacité d’accueil de 2 223 passagers en plus des 710 membres d’équipage. Le nombre de cabines à bord s'élève à 780.
En novembre 2013, MSC Croisières annonce que les MSC Armonia, MSC Lirica, MSC Opera et MSC Sinfonia vont être allongés de 24 mètres par Fincantieri. Les travaux d'agrandissement ont eu lieu en 2015. Ainsi, 200 cabines ont été ajoutées mais aussi de nouveaux espaces publics dont un restaurant.

## Historique
Lancé en avril 2002 sous le nom European Stars, il fut initialement commandé aux chantiers de l'Atlantique à Saint-Nazaire par Festival Cruises. Il fut racheté par MSC Croisières  en 2004, après la déclaration de faillite du groupe Festival en juillet de la même année.

## Description
L'équipement du navire comprend :
- 13 ponts dont 9 passagers
- 9 ascenseurs
- Systèmes afin de réduire les vibrations et la réduction du bruit dans les lieux publics.
- 132 suites avec balcon privé
- 2 suites familiales avec hublot
- 371 cabines extérieures
- 272 cabines intérieures
- TV interactive, minibar, coffre-fort, radio, salle de bains avec douche ou baignoire, sèche-cheveux, climatisation et chauffage, téléphone et Internet sans fil.
- Services (accueil, bureau d'excursions, centre médical)
- Chambres / salles de conférence (théâtre San Carlo de 600 places, un centre d'affaires avec 190 sièges)
- 4 restaurants
- 8 bars dont deux externes
- Centre de beauté (thalassothérapie, hammam, sauna, salle de gym, massage, salon de beauté, salon de coiffure, musculation, salle de fitness)
- Sport : piste de jogging, jeu de palets, mini-golf, centre sportif
- Plaisir : boutiques, cafés internet, casino, discothèque, salle de jeux, bibliothèque, aire de jeux et mini-club

## Sister-ships
- MSC Armonia (ex-European Vision)
- MSC Opera
- MSC Lirica